# Episodi di The Chevy Mystery Show
La prima e unica stagione della serie televisiva The Chevy Mystery Show è andata in onda negli Stati Uniti dal 29 maggio 1960 al 25 settembre 1960 sulla NBC.
| nº | Titolo originale            | Prima TV USA      |
| -- | --------------------------- | ----------------- |
| 1  | The Machine Calls It Murder | 29 maggio 1960    |
| 2  | Thunder of Silence          | 5 giugno 1960     |
| 3  | The Summer Hero             | 12 giugno 1960    |
| 4  | Dark Possession             | 19 giugno 1960    |
| 5  | Fear Is the Parent          | 26 giugno 1960    |
| 6  | Murder Me Nicely            | 3 luglio 1960     |
| 7  | Dead Man's Walk             | 10 luglio 1960    |
| 8  | The Last Six Blocks         | 17 luglio 1960    |
| 9  | I Know What I'd Have Done   | 24 luglio 1960    |
| 10 | Enough Rope                 | 31 luglio 1960    |
| 11 | Trial by Fury               | 7 agosto 1960     |
| 12 | Run-Around                  | 14 agosto 1960    |
| 13 | The Inspector Vanishes      | 21 agosto 1960    |
| 14 | Femme Fatale                | 28 agosto 1960    |
| 15 | Murder by the Book          | 4 settembre 1960  |
| 16 | Blind Man's Bluff           | 11 settembre 1960 |
| 17 | The Suicide Club            | 18 settembre 1960 |
| 18 | The Perfect Alibi           | 25 settembre 1960 |

## The Machine Calls It Murder
- Prima televisiva: 29 maggio 1960

### Trama
- Guest star: Peter Walker (Jerome), Betsy von Furstenberg (Susan Jerome), Larry Blyden (Peter Meineke), Peg La Centra (Mrs. Denton), Lee Patrick (Mrs. Endicott), Everett Sloane (tenente Malote), David White (Mr. Endicott)

## Thunder of Silence
- Prima televisiva: 5 giugno 1960

### Trama
- Guest star: Sandy Kenyon (Eddie), John Hoyt (Arnold Bellson), Jean Carson (Donna), James Whitmore (Philip Selby)

## The Summer Hero
- Prima televisiva: 12 giugno 1960

### Trama
- Guest star: Patty McCormack (Dotty Halsey), Paul Langton (dottor Walter Halsey), Fred Beir (Bob Field), Bobby Driscoll (Fred Forbes), Ruth Ford (Julie McCormick), Florida Friebus (Lois Halsey), Zachary Scott (Damian Shea)

## Dark Possession
- Prima televisiva: 19 giugno 1960

### Trama
- Guest star: Marion Ross (Ann Bell), Diana Lynn (Charlotte Bell Wheeler), William Bassett (dottor Roger Waring), Berry Kroeger (generale Bell), Anne Seymour (Emily Bell)

## Fear Is the Parent
- Prima televisiva: 26 giugno 1960

### Trama
- Guest star: Chet Stratton (Whitman), Fay Roope (Dow), Ross Elliott (dottor Reinecke), Arthur Franz (Simon Dow), Mona Freeman (Avery Dow), Britt Osmond (Paul), Nancy Rennick (Louise), Tracey Roberts (Buff), Barbara Stuart (Claire)

## Murder Me Nicely
- Prima televisiva: 3 luglio 1960

### Trama
- Guest star: Everett Sloane (Alfred Emerson), Hugh Sanders (tenente Hallaran), Henry Bernard (Sanford), Yvonne Craig (Carolyn), Sylvia Field (Mrs. Emerson), Mark Goddard (Peter Montopolis), Doreen Lang (Marge Montopolis), Jerry Mobley (ragazzo), Jack Stratton (ragazzo)

## Dead Man's Walk
- Prima televisiva: 10 luglio 1960

### Trama
- Guest star: James O'Rear (Vatsek), Judy Morris (Annabel Davis), Arthur Batanides (Manny), William Boyett (poliziotto), Ellen Corby (Maria), Robert Culp (Abel), Abby Dalton (Karen Prescott), Bruce Gordon (tenente Spear), William Kruse (Intern), Lyle Latell (Hannegan), Paul Mazursky (Danny), Barbara Stuart (Florence)

## The Last Six Blocks
- Prima televisiva: 17 luglio 1960

### Trama
- Guest star: Howard Ledig (Greyson), Helene LeBerthon (Carla), Dane Clark (dottor Joseph Teague), Margarita Cordova (Esperanza), Jerome Cowan (Harry Holmes), John Hackett (Andrew Glenn), Pepe Hern (Mercado), Berry Kroeger (Bermudez), Tony Maxwell (Felipe)

## I Know What I'd Have Done
- Prima televisiva: 24 luglio 1960

### Trama
- Guest star: Anne Seymour (Hazel), Nancy Rennick (Nadine Girard), George Brent (Fred Girard), Susan Davis (Jerry), Margaret Hayes (Muriel Girard), Paul Mazursky (reporter), Charles Meredith (Gentry), Peter Walker (tenente Girard)

## Enough Rope
- Prima televisiva: 31 luglio 1960

### Trama
- Guest star: Bert Freed (tenente Columbo), Barbara Stuart (Claire Flemming), Joan O'Brien (Susan Hudson), Frank Behrens (Harry), Richard Carlson (dottor Roy Flemming), Duncan McLeod (Dave), Tommy Nello (Tommy), Mimi Walters (Miss Petrie)

## Trial by Fury
- Prima televisiva: 7 agosto 1960

### Trama
- Guest star: Hugh Sanders (Edward Bennett), Agnes Moorehead (Elizabeth Marshall), John Alderman (Randolph Marshall), Laurie Carroll (Joanne Marshall), Donald Foster (giudice Trask), Vinton Hayworth (Madigan), Wesley Lau (tenente Crane), Charles Meredith (giudice Bascomb), Warren Stevens (Jim Powell)

## Run-Around
- Prima televisiva: 14 agosto 1960

### Trama
- Guest star: John Milford, Tommy Nello (Dan), Nelson Holmes (Felix McMahon), Dehl Berti (Jerry), Everett Sloane (Francis Rushmore), Vincent Price (Michael Seemes)

## The Inspector Vanishes
- Prima televisiva: 21 agosto 1960

### Trama
- Guest star: Chet Stratton (Arnold Beschamps), Erin O'Brien-Moore (Mme. Petit), June Blair (Colette Dufour), Doris Dowling (Genevieve Benoit), Berry Kroeger (Commissioner of Police), Barbara Stuart (Alice Chatillon)

## Femme Fatale
- Prima televisiva: 28 agosto 1960

### Trama
- Guest star: Doris Lloyd (Nora Fleming), Joe De Santis (Paul Otis), Janet Blair (Lisa Townsend), Jack Cassidy (David Townsend), Tracey Roberts (Claire Bradford)

## Murder by the Book
- Prima televisiva: 4 settembre 1960

### Trama
- Guest star: Nelson Olmsted (Arthur Chandler), Carol Ohmart (Diane), Robin Blake (receptionist), Vanessa Brown (Carol Penn), Betty Garde (Mrs. Andrews), Jeff Morrow (John Clayton), Tommy Nello (Manny), Hugh Sanders (tenente Burdick)

## Blind Man's Bluff
- Prima televisiva: 11 settembre 1960

### Trama
- Guest star: Jerome Cowan (Mr. Vandiver), John Ericson (Ray), Joan Evans (Blanche)

## The Suicide Club
- Prima televisiva: 18 settembre 1960

### Trama
- Guest star: Chet Stratton (Joe), Berry Kroeger (colonnello Geraldine), Cesar Romero (Prince Florizel), Everett Sloane (Bartholomew Malthus), Dan Tobin (Club President), Doris Dowling (Madame), John Alderman (Edson)

## The Perfect Alibi
- Prima televisiva: 25 settembre 1960

### Trama
- Guest star: Janet Blair, Richard Ney